# Ioannis Fountoulis
Ioannis Fountoulis (em grego:  Ιωάννης Φουντουλης; Quio, 25 de maio de 1988) é um jogador de polo aquático grego.

## Carreira
Fountoulis foi medalhista de bronze no Campeonato Mundial de Cazã, em 2015. Representou a Seleção Grega de Polo Aquático em duas edições de Jogos Olímpicos: 2012 e 2016.